# أنطونيو دي نبريخا
أنطونيو مارتينث دي كالا أي خارابا (بالإسبانية: Antonio de Nebrija)‏، واشتهر بأنطونيو دي نبريخا، عالم إنساني إسباني ولد في ليبريخا في إشبيلية عام 1441. واشتهر كمعلما في الكلية الملكية لإسبانيا في جامعة بولونيا في بولونيا. واحتل نبريخا مكانا بارزا في تاريخ اللغة الإسبانية، حيث أنه كان رائدا في كتابة علم النحو في عام 1492، وأيضا قاموس لاتيني- إسباني في العام ذاته. وبالإضافة إلى ذلك، فإنه كتب قاموس إسباني- لاتيني عام 1494، في وقت مبكر نسبيا داخل البيئة التي عرفت باسم اللهجات العامية. وكان أيضا مؤرخا ومربٍ وعالم نحوي وعالم فلك وشاعر. وتوفي في ألكالا دي إيناريس، بمدريد في 5 يوليو 1522.